# Musée du Génie
Le musée du Génie est un musée consacré au Génie militaire situé à Angers dans le département français de Maine-et-Loire. Ouvert depuis 2009, il montre au travers l'Histoire de France, l'évolution des techniques de cette arme, également unité combattante, et l'histoire de ces principaux personnages.

## Description
Le musée du Génie, ce sont plus de 1 000 pièces historiques et des expositions temporaires sur 1 000 m2 pour présenter au public les trois missions du Génie : 
1. Combattre ;
2. Construire ;
3. Secourir.

Au sein du musée, les expositions permanentes présentent une Histoire de France racontée à travers celle de l'arme du génie. 
Chaque thème est abordé selon les points de vue croisés de l'histoire, des sciences, de la technologie et de l'art.
Les collections du musée retracent l'historique de l'arme du génie et celle des grands personnages ayant illustré l'histoire du génie.

### Division de l'espace d'exposition
Le musée est composé de quatre espaces décrits ci-après.

#### Sas d'imprégnation
Le sas d'imprégnation "l'Esprit Rouge et Noir" offre un survol sensible du vaste champ couvert par le Génie, permettant au public d'appréhender sa nature, sa richesse et sa diversité.

#### Galerie chronologique
La galerie chronologique présente l'histoire du Génie en soulignant, au cours d'évènements marquants ou de faits historiques majeurs, ce qui a façonné le paysage, l'identité et la culture de la France.

#### Espaces thématiques
Les espaces thématiques sont divisés selon les domaines d'actions du Génie : la terre, l'eau, l'air et le feu, chaque thème montrant :
- Les grandes figures du Génie ;
- les inventions scientifiques, techniques et esthétiques du Génie ;
- les différents métiers du Génie.

#### Espace d'accueil
Il comprend la billetterie et la boutique.

## Histoire
« ...De tous temps, les sapeurs ont été au premier rang des combattants. Dans les sièges célèbres de notre histoire, dans les grands franchissements, on les trouve en tête des vagues d'assaut. Hier encore, c'est à eux que revenait l'honneur de déblayer les champs de mines et d'ouvrir la route à l'infanterie et aux chars.
Le Génie revendique aussi le droit d'être une arme savante. Déjà, à l'avant-garde du progrès technique, il saura demain être à celle du progrès scientifique. L'ampleur et la qualité des travaux qu'il a mené à bien, et qu'il poursuit sans relâche, à travers les horizons en sont le plus sûr témoignage. »

— Général de corps d'armée Dromard, commandant le génie du corps expéditionnaire français de la 1re armée française (1943-1945)